# Test Valley
Test Valley è un borgo dell'Hampshire, Inghilterra, Regno Unito, con sede ad Andover.
Il distretto fu creato con il Local Government Act 1972, il 1º aprile 1974 dalla fusione dei borough di Andover e Romsey col distretto rurale di Andover e col distretto rurale di Romsey and Stockbridge.

## Parrocchie civili
Le parrocchie, che non coprono l'area del capoluogo, sono:
- Abbotts Ann
- Ampfield
- Amport
- Appleshaw
- Ashley
- Awbridge
- Barton Stacey
- Bossington
- Braishfield
- Broughton
- Buckholt
- Bullington
- Charlton
- Chilbolton
- Chilworth
- East Dean
- East Tytherley
- Faccombe
- Frenchmoor
- Fyfield
- Goodworth Clatford
- Grately
- Houghton
- Hurstbourne Tarrant
- Kimpton
- Kings Somborne
- Leckford
- Linkenholt
- Little Somborne
- Lockerley
- Longparish
- Longstock
- Melchet Park and Plaitford
- Michelmersh e Timsbury
- Monxton
- Mottisfont
- Nether Wallop
- North Baddesley
- Nursling and Rownhams
- Over Wallop
- Penton Grafton
- Penton Mewsey
- Quarley
- Romsey
- Romsey Extra
- Sherfield English
- Shipton Bellinger
- Smannell
- Stockbridge
- Tangley
- Thruxton
- Upper Clatford
- Vernhams Dean
- Wellow
- West Tytherley
- Wherwell